# Faux-Mazuras
Faux-Mazuras ist eine Gemeinde in Frankreich. Sie gehört zur Region Nouvelle-Aquitaine, zum Département Creuse, zum Arrondissement Guéret und zum Kanton Bourganeuf. Sie grenzt im Nordwesten an Bourganeuf, im Nordosten an Mansat-la-Courrière und Soubrebost (Berührungspunkt), im Südosten an Saint-Pardoux-Morterolles und im Südwesten an Saint-Junien-la-Bregère.

## Bevölkerungsentwicklung
| Jahr      | 1962 | 1968 | 1975 | 1982 | 1990 | 1999 | 2008 | 2012 |
| --------- | ---- | ---- | ---- | ---- | ---- | ---- | ---- | ---- |
| Einwohner | 244  | 216  | 182  | 179  | 169  | 160  | 168  | 174  |